# Apleurotropis spenceri
Apleurotropis spenceri är en stekelart som först beskrevs av Girault 1913.  Apleurotropis spenceri ingår i släktet Apleurotropis och familjen finglanssteklar. Inga underarter finns listade i Catalogue of Life.